# Fita Bayisa
Fita Bayisa (em amárico: ፍታ ባይሳ; Ambo, Oromia, 15 de dezembro de 1972) é um antigo atleta etíope, especialista em corridas de longa distância, que se notabilizou por ter sido vice-campeão mundial em Tóquio 1991 e por ter ganho a medalha de bronze nos 5000 metros dos Jogos Olímpicos de 1992 em Barcelona. 
Aos 17 anos de idade, Bayisa sagrou-se campeão mundial júnior de 5000 metros. 
Numa carreira que atravessou toda a década de 1990, Bayisa foi um dos grandes especialistas da época em 5000 e 10000 metros, conseguindo marcas de grande classe mundial. Esteve presente em quatro finais olímpicas: 5000m (3º) e 10000m (9º) nos Jogos de 1992; 5000m (10º) nos Jogos de Atlanta 1996 e 5000m (4º) nos Jogos de Sydney 2000.

## Melhores marcas pessoais
| Prova        | Data                 | Local                  | Marca      |
| ------------ | -------------------- | ---------------------- | ---------- |
| 1500 metros  | 10 de julho de 1999  | Arnhem, Países Baixos  | 3.35,35 m  |
| 3000 metros  | 16 de agosto de 1996 | Colónia, Alemanha      | 7.35,32 m  |
| 2 Milhas     | 31 de maio de 1997   | Hengelo, Países Baixos | 8.16,84 m  |
| 5000 metros  | 16 de agosto de 1993 | Estugarda, Alemanha    | 13.05,40 m |
| 10000 metros | 4 de julho de 1992   | Oslo, Noruega          | 27.14,26 m |